# Vodni (Petróvskaia)
|  | Per a altres significats, vegeu «Vodni». |

Vodni - Водный (rus) - és un khútor del krai de Krasnodar, a Rússia. Es troba al delta del riu Kuban, a la vora esquerra del riu Protoka. És a 22 km al nord de Slàviansk-na-Kubani i a 87 km al nord-oest de Krasnodar.
Pertany a l'stanitsa de Petróvskaia.